# Charles Cordier
Charles Henri Joseph Cordier (Cambrai; 19 de octubre de 1827 - Argelia; 30 de mayo de 1905) fue un escultor francés y trabajó como escultor etnográfico para el Museo de Historia Natural. Cordier también modeló algunas de sus esculturas con la ayuda de la fotografía.

## Datos biográficos
El escultor francés se unió en 1846 a la École des Beaux-Arts de París, donde fue alumno de Jacques Auguste Fauginet y François Rude. 
Su primer éxito fue un busto de un joven de un hombre de Sudán, presentado en el Salón de París de 1848, el mismo año que la esclavitud fue abolida en todas las colonias francesas.
Al mostrar una temprana preferencia y habilidad para representar las diferentes razas humanas , el gobierno francés le envió a África. 
Desde 1851 a 1866, fue el escultor oficial del Museo Nacional de Historia de París, creando una serie de obras para la nueva galería etnográfica (ahora ubicada en el Musée de l'Homme , París).
Fruto de sus viajes realizó un gran número de estatuas orientales, incluidos los bustos de un negro de Tombuctú (1851). Ese mismo año, la reina Victoria de Inglaterra le compró un busto presentado en la Gran Exposición de Londres . 
Al año siguiente, 1852, realizó los bustos de una "Venus de África" y de una pareja china.
En los bustos de bronce de un hombre y una mujer de Mongolia (1853), intentó lograr un efecto de color más rico, lo que se convertiría en una constante en su obra desde entonces 
En el Salón de 1857 presentó doce bustos africanos, sobre todo de bronce. El principio pictórico del cromatismo , que se expresa en todas estas obras Cordier, es buscado a menudo por la combinación de varios materiales y aleaciones, por lo que creó muchas obras que aunaban bronce y mármol.
En el Salón de 1863, fue aún más lejos y presentó el busto de una mujer judía de Argel  de bronce esmaltado, ónix y pórfido; en el de 1864 una mulata joven en bronce, esmalte y ónix ; en el de 1866 la estatua de tamaño natural de una mujer árabe en bronce, esmalte y ónix; en el de 1867 un busto de una Nigeriana de bronce, oro, plata, turquesa y pórfido.
Cordier participó en las grandes obras por encargo del Segundo Imperio francés ( Ópera de París , Musée du Louvre , el Ayuntamiento de París ) o para intereses privados, como el barón de Rothschild .

## Obras
Entre las mejores y más conocidas obras de Charles Henri Joseph Cordier se incluyen las siguientes:
En la Universidad de Stanford, California:
- Árabe de Biskra, Argelia, 1856, busto en bronce L.93.24.2002
- Le Coulougli, 1856, , bronce , L93.23.2002

En el Museo de Orsay:
- Negro del Sudán, 1856[4]
- Busto de Árabe de Laghouat , 1857[5]
- La Capresse des Colonies , 1861[6]
- Maqueta en escayola de las alegorías de la Armonía y la Poesía para la Ópera Garnier[7]
- Cabeza negra de Timboctú: Expresa la belleza norteafricana. Primero se hizo en ónix y bronce plateado para ser exhibido en el Salón de 1861.

En el Museo Metropolitano de Nueva York:
- Capresse des colonies , 1861[8]
- La judía de Argel, 1862, en el Metropolitan Museum de Nueva York[9]

Otras obras importantes:
- Estatua ecuestre de Ibrahim Bajá, monumento de 1872 en la plaza de la Ópera de El Cairo, dedicado a Ibrahim Bajá (1789-1848) .
- Estatua de Cristóbal Colón en la Ciudad de México. Encargo de Antonio Escandón.

Cordier es el autor también de la estatua del mariscal Étienne Maurice Gérard (1856 en Verdun), el triunfo de Anfitrite (1861), Juan el Bautista para la Torre de Santiago en el IV Distrito de París (48°51′28″N 2°20′56″E / 48.85778, 2.34889) , las estatuas en bronce de la Armonía y la Poesía en la entrada del Príncipe soberano de la antigua ópera de París .
Cordier fue un escultor realista de poca imaginación, pero con una aguda percepción. 

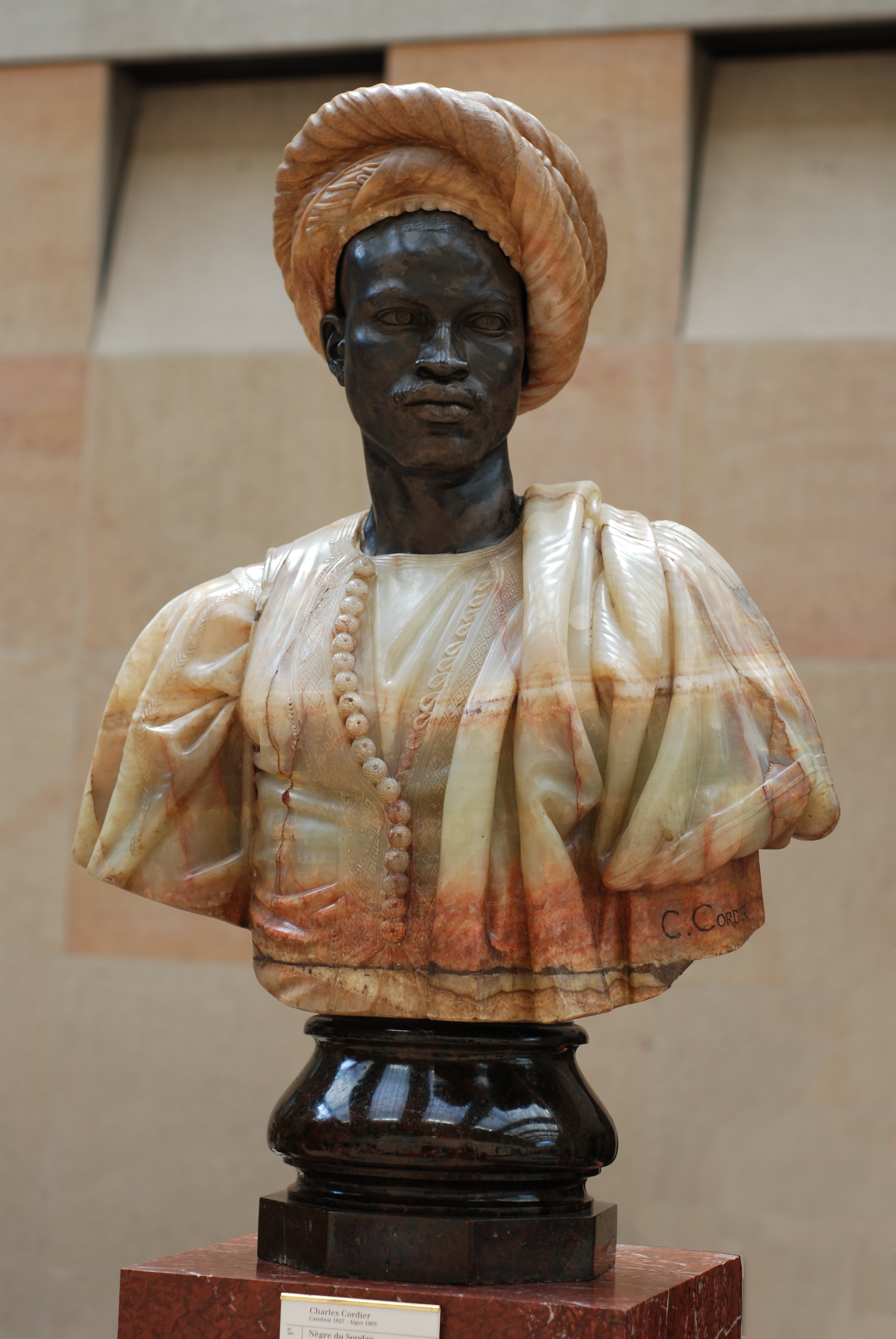
Negro del Sudán, en el Museo de Orsay
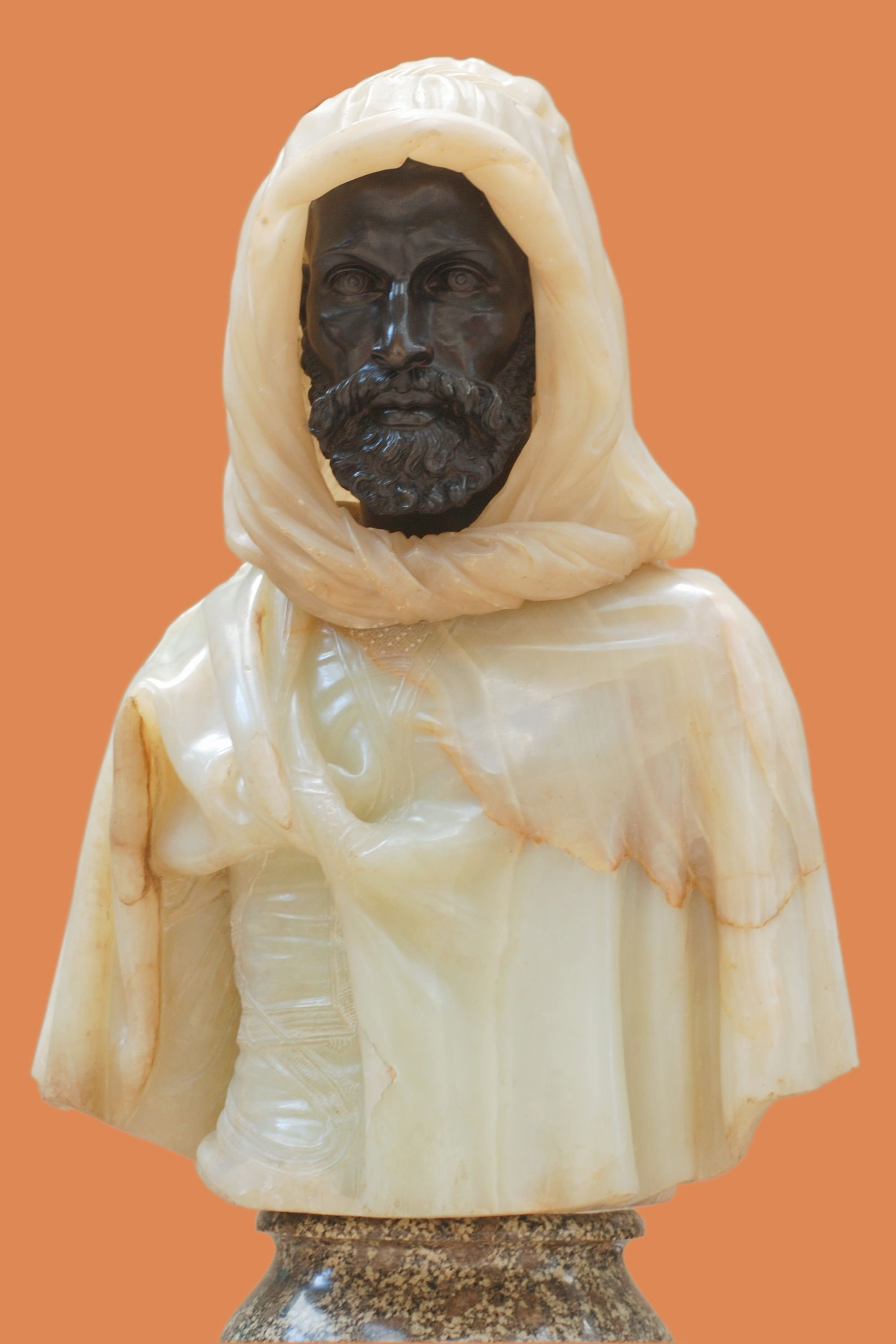
Busto de Árabe de Laghouat , 1857 , en el Museo de Orsay de París
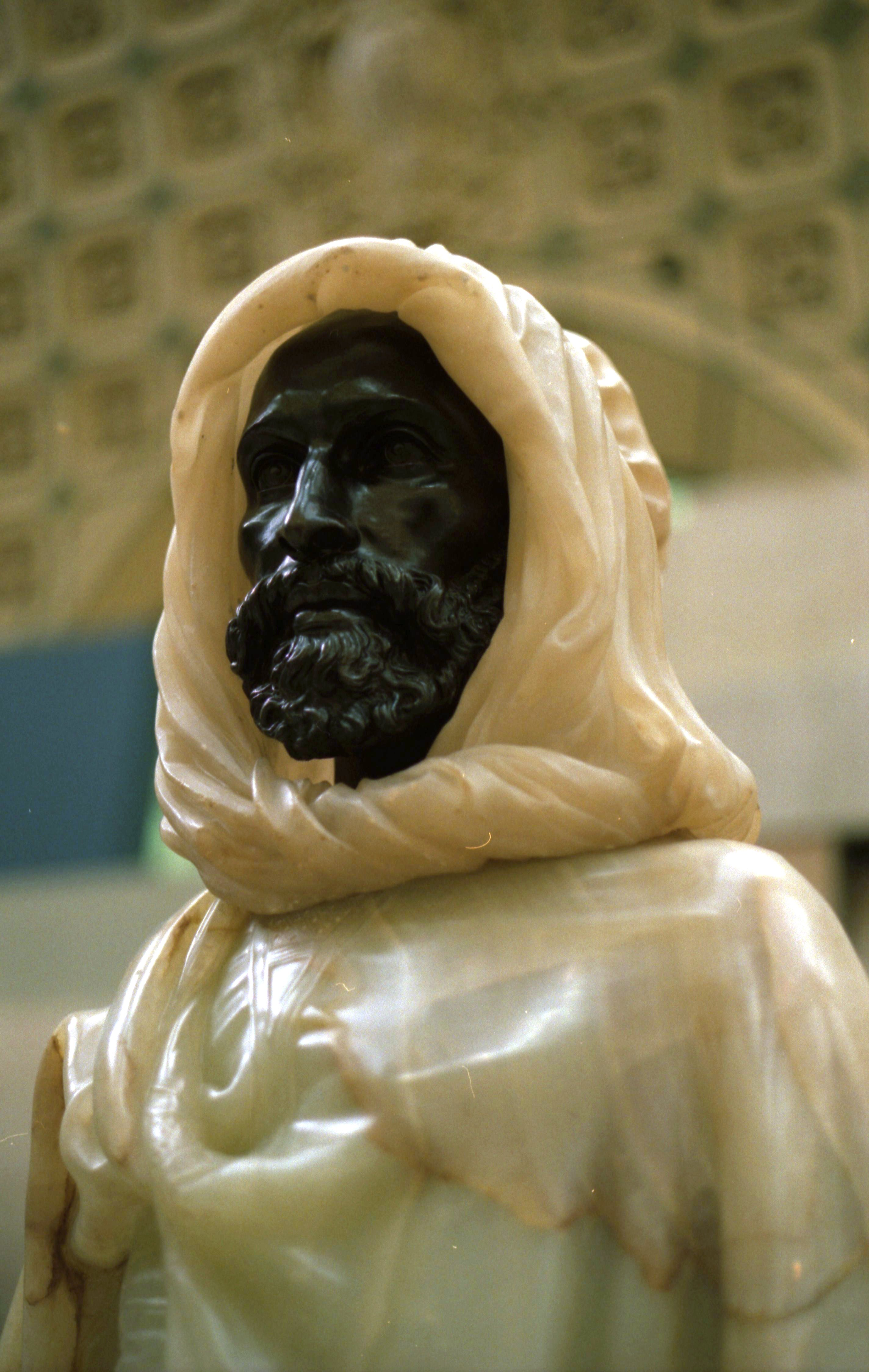
Detalle de la anterior
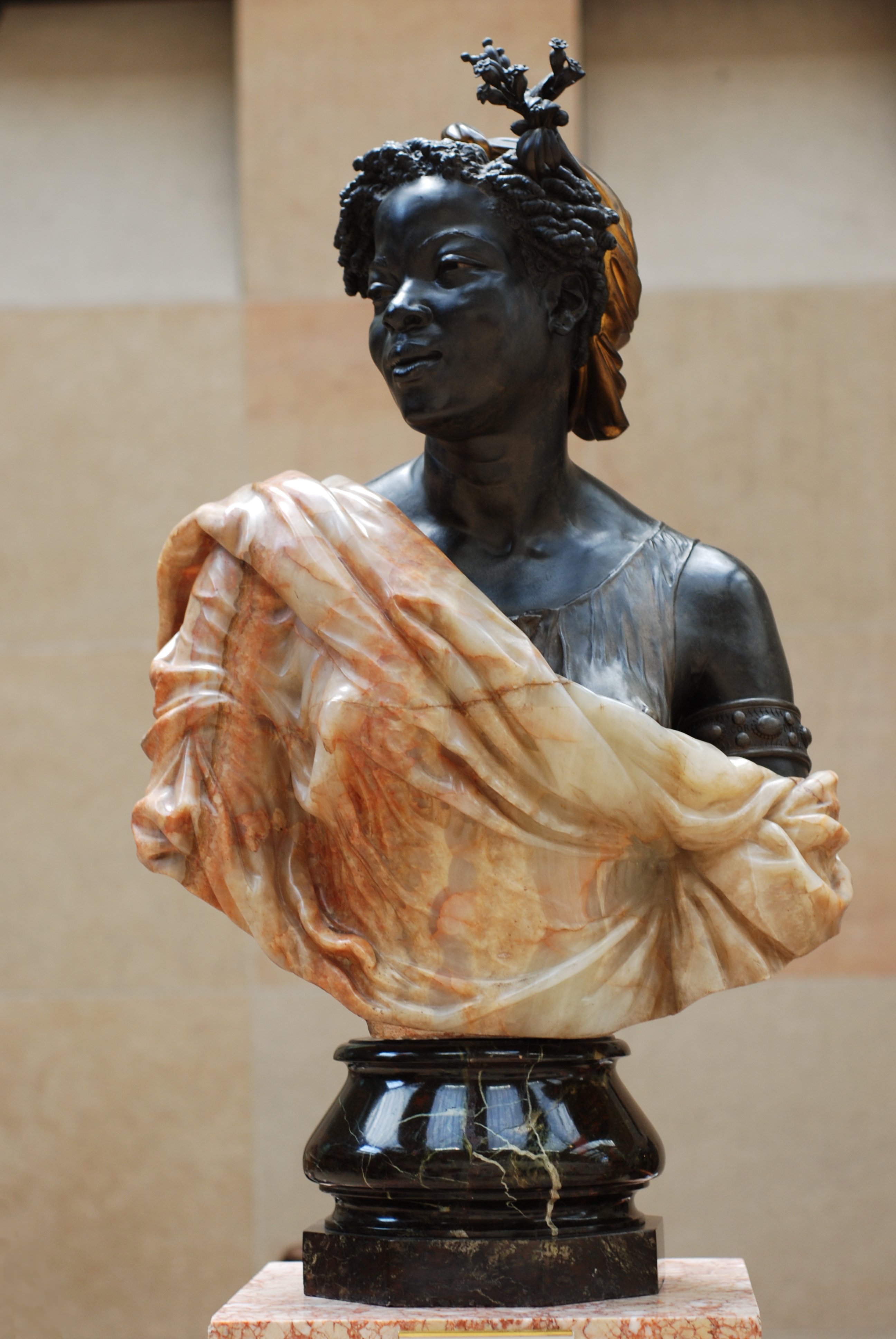
Capresse des colonies , 1861, en el Museo de Orsay
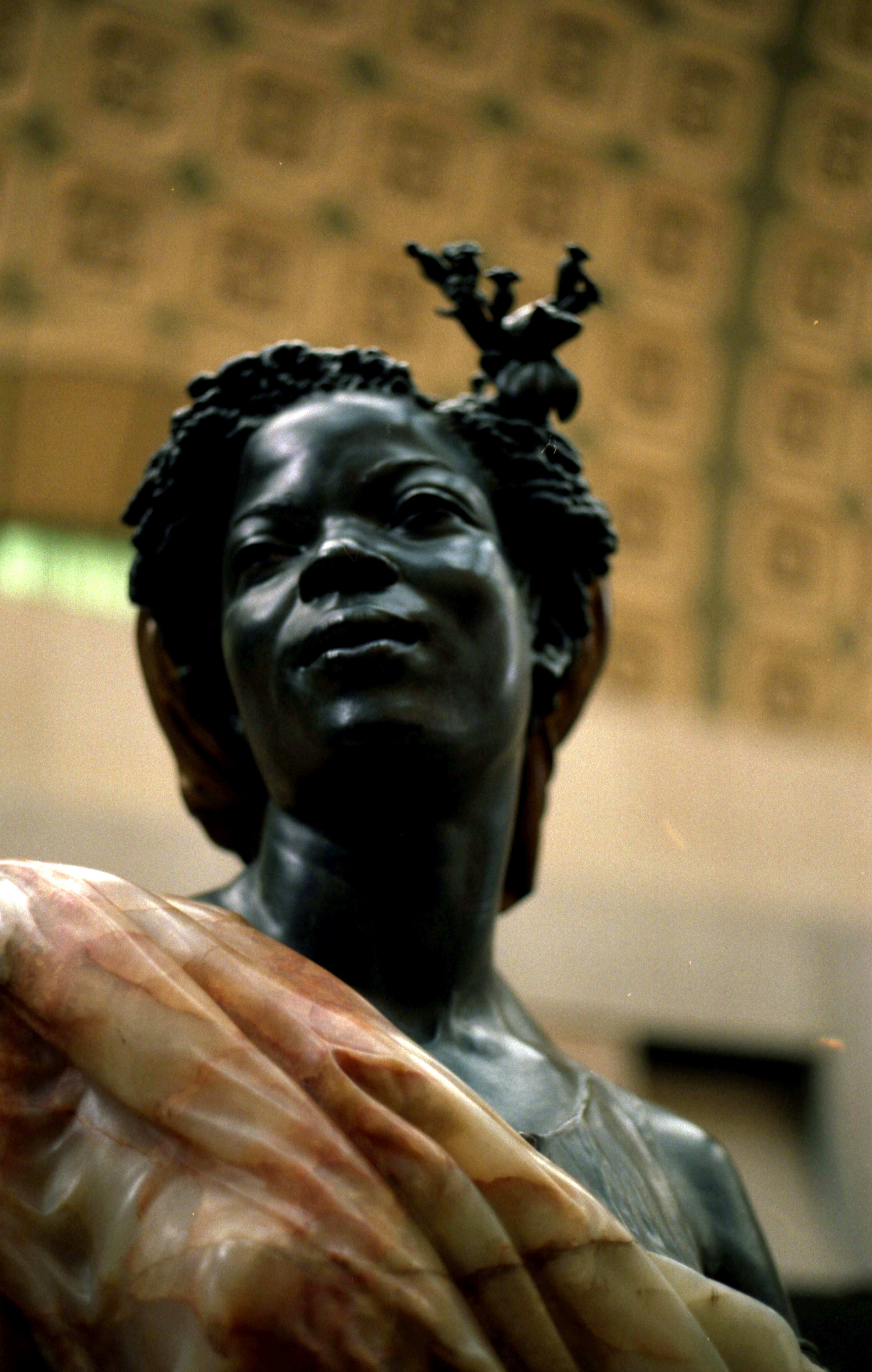
Detalle de la anterior
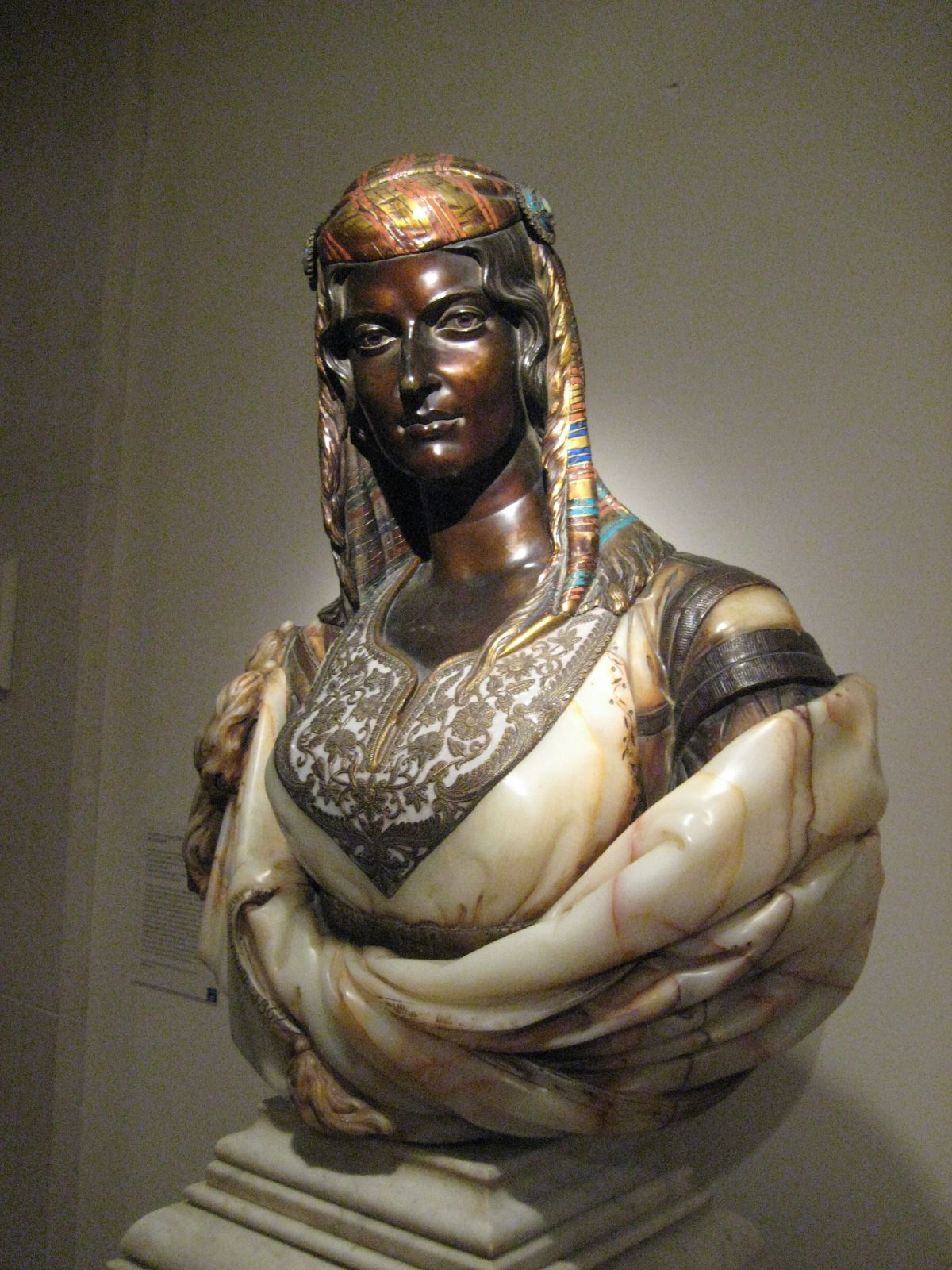
La judía de Argel, 1862, en el Metropolitan Museum de Nueva York
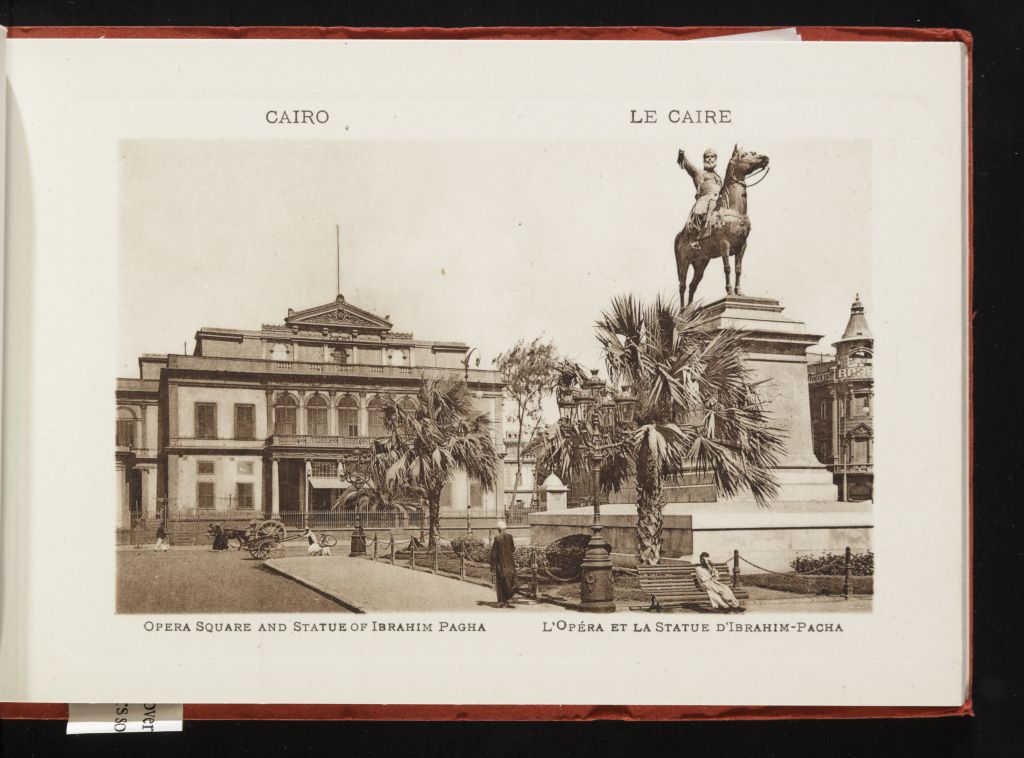
Estatua ecuestre de Ibrahim Bajá, en la ciudad de El Cairo
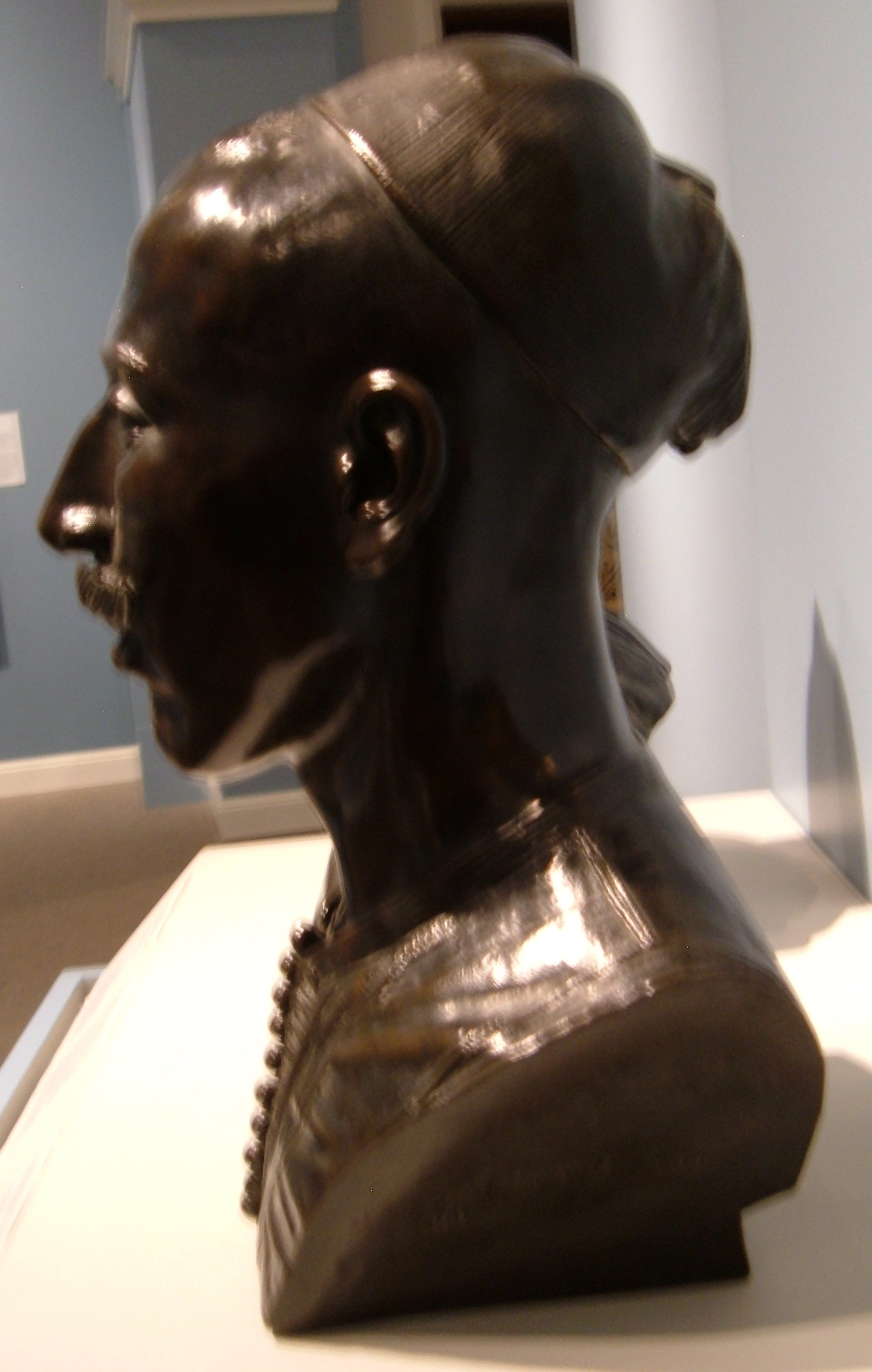
Perfil de Le Coulougli , bronce
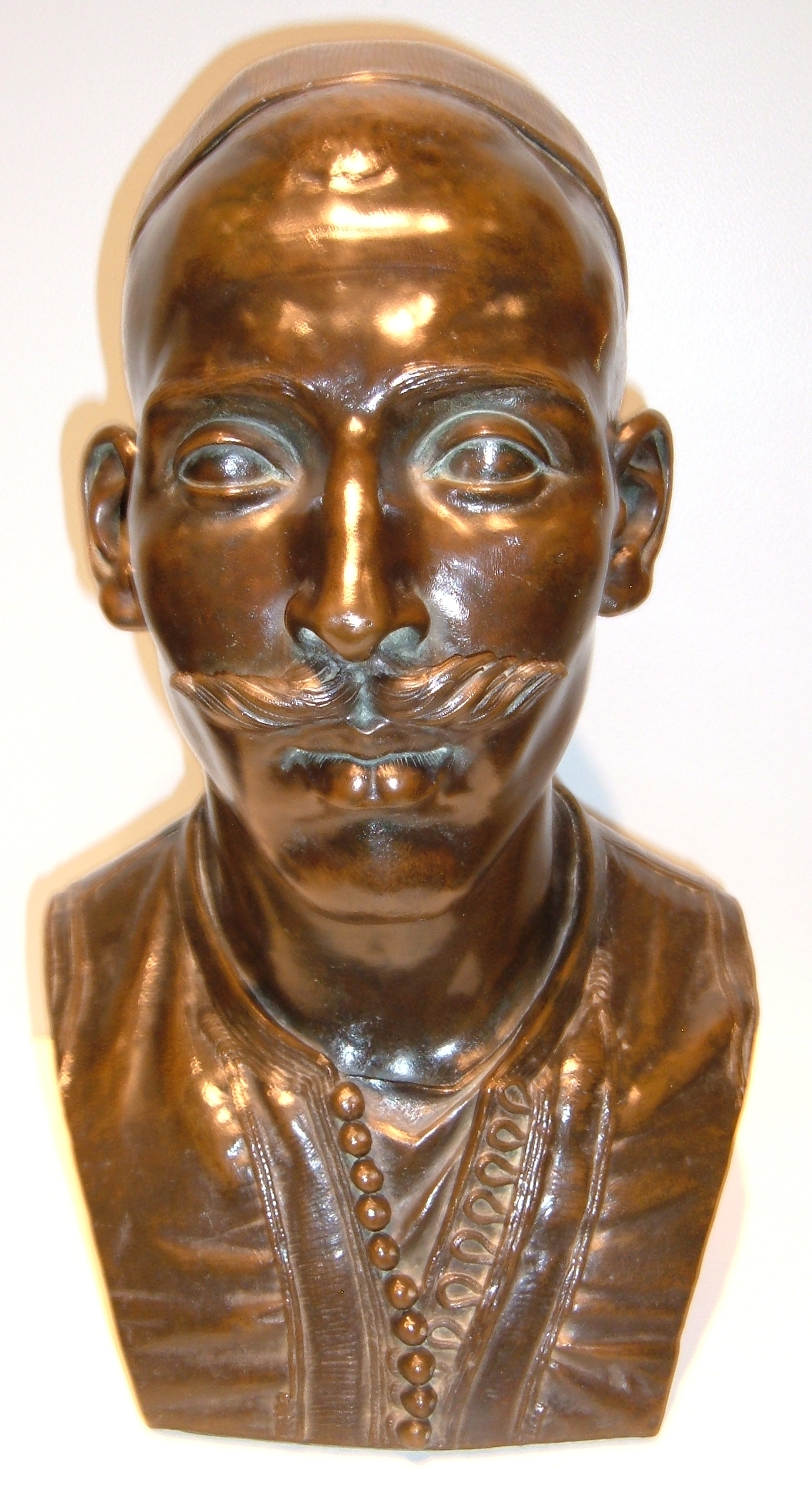
Frontal del anterior
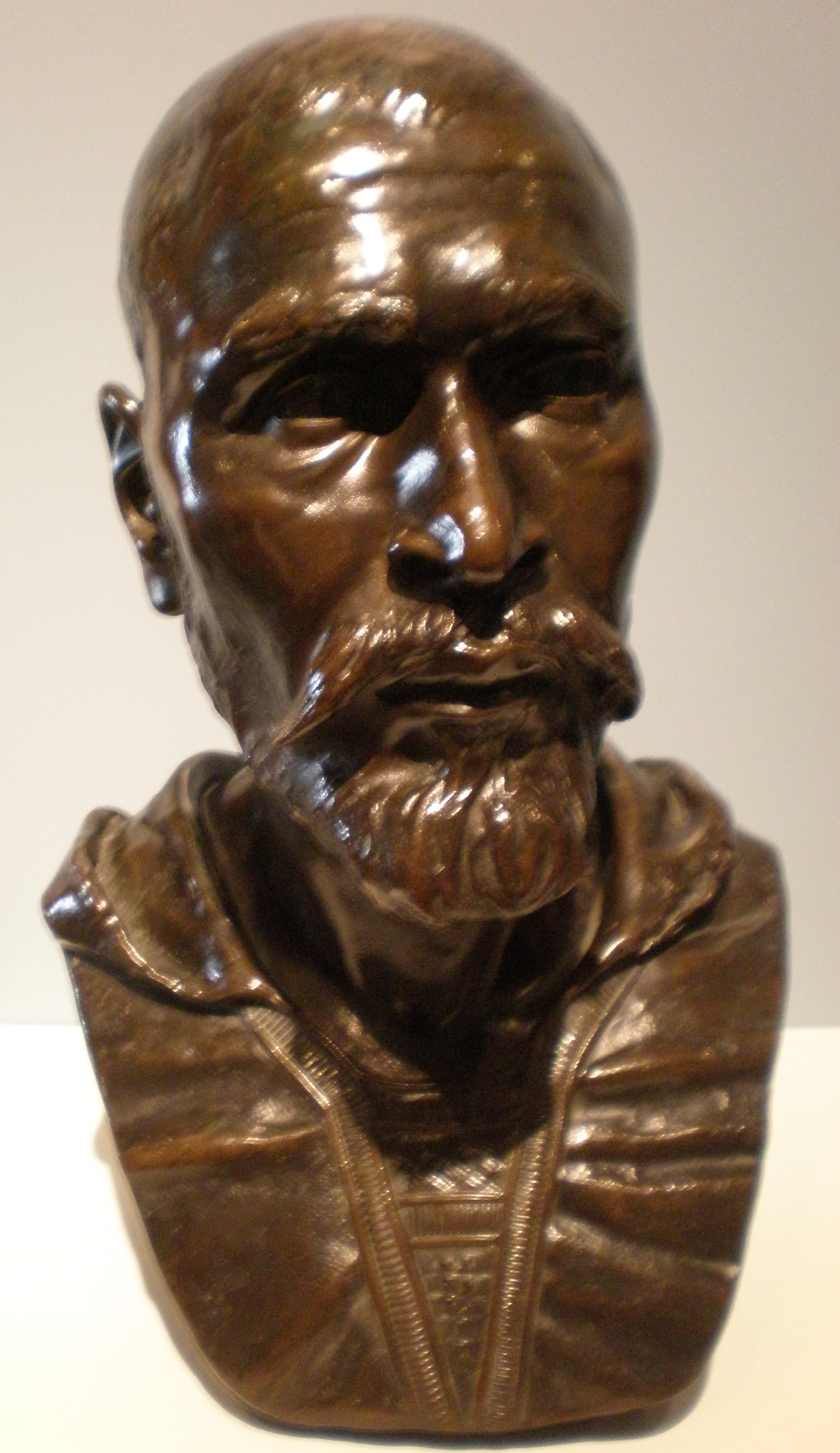
Árabe de Biskra, Argelia
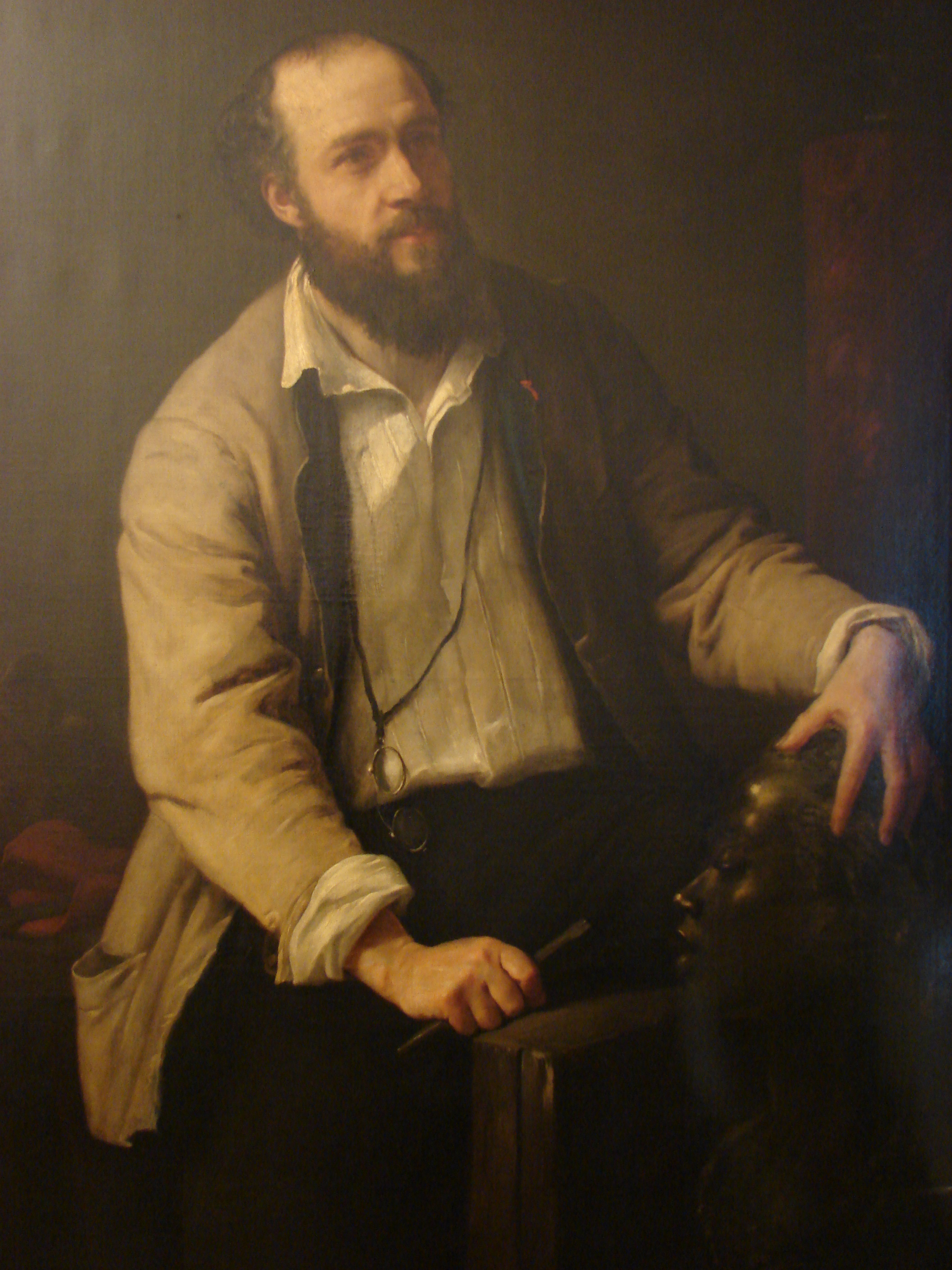
Retrato al óleo de Cordier por Jacques Leman